# Virbia strigata
Virbia strigata är en fjärilsart som beskrevs av Rothschild 1910. Virbia strigata ingår i släktet Virbia och familjen björnspinnare. Inga underarter finns listade i Catalogue of Life.